# Paquimé
Paquimé je název archeologické lokality v mexickém státě Chihuahua v těsné blízkosti obce Casas Grandes. Od roku 1998 figuruje na seznamu světového kulturního dědictví UNESCO.

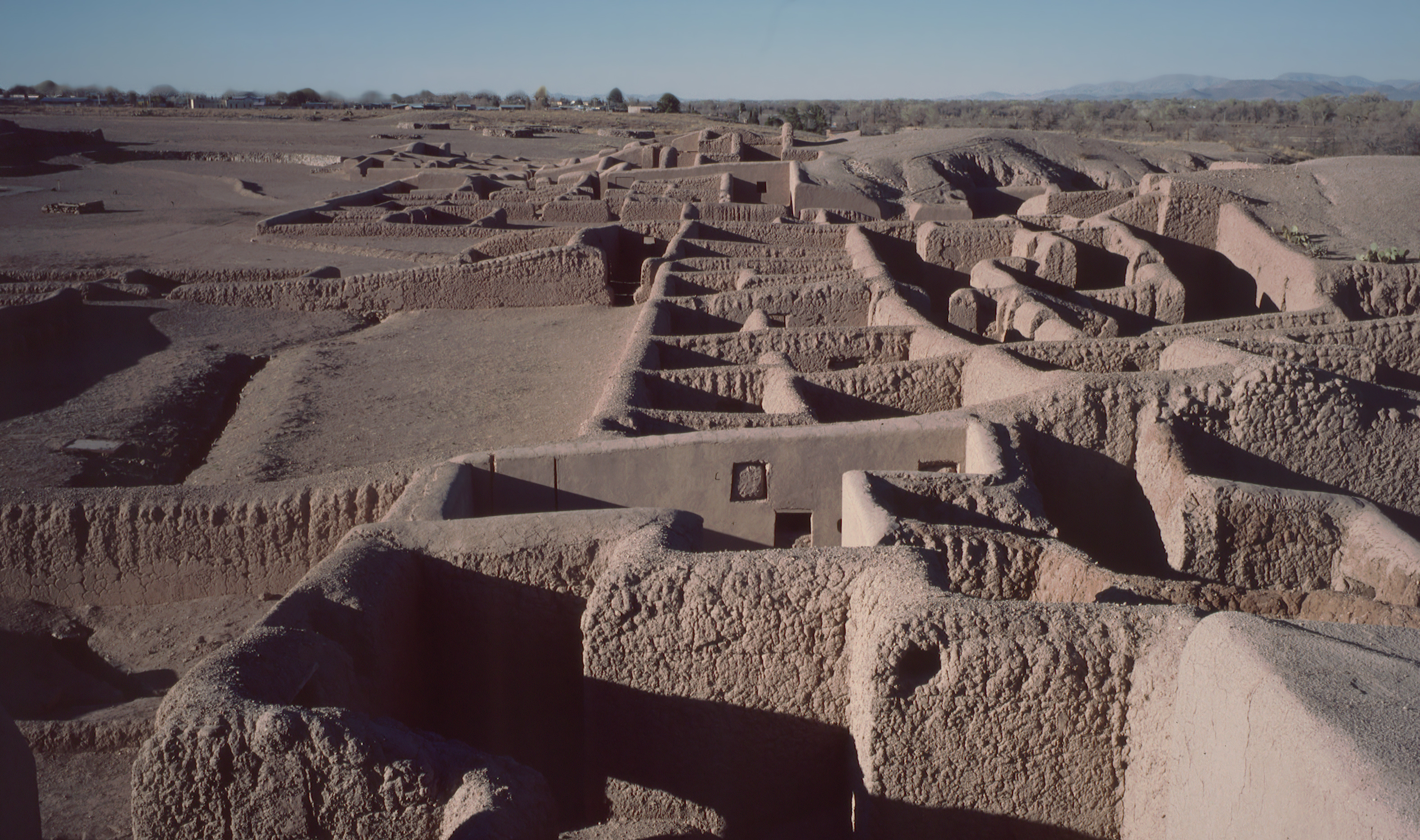
Paquimé

## Historie
Jedná se o pozůstatky prekolumbovské kultury v severní části pohoří Sierra Madre Occidental. Paquimé hrálo významnou roli při obchodu a kulturní interakci mezi pueblovými kulturami (sever Mexika a jihozápad USA) a vyspělejšími kulturami Mezoameriky (především oblast okolo dnešního Ciudad de México). Největšího rozkvětu dosáhlo Paquimé během 14. a 15. století. Ruiny dochovalé z tohoto období svědčí o životaschopnosti osady, která se dokonale přizpůsobila zdejšímu klimatu i ekonomickým podmínkám vyplývajích z jeho geografické lokalizace. Po příchodu Španělů a conquistě Mexika kultura Paquimé rychle zanikla. Převládajícím stavebním materiálem byly nepálené cihly (vepřovice, adobe). Celá osada měla dobře propracovaný systém zásobování pitnou vodou.